# Joni Skiftesvik

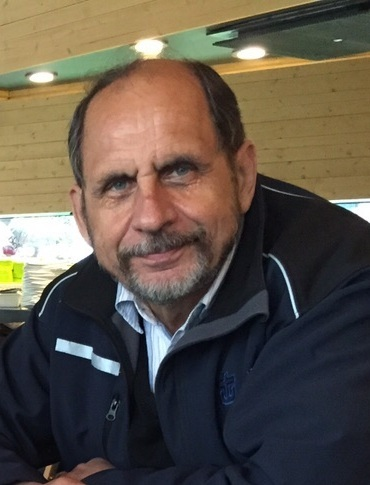
Joni Skiftesvik.

Jon (Joni) Harald Skiftesvik, född 26 juli 1948 i Haukipudas, är en finländsk författare. 
Skiftesvik var journalist vid tidningen Oulu 1968–1973 och dess chefredaktör 1981–1983. Han var nyhetschef och redaktionschef vid Kainuun Sanomat 1975–1981. Han har profilerat sig som den moderna finska litteraturens främsta skildrare av hav och sjömansliv. Novellerna i debutboken Puhalluskukkapoika ja taivaankorjaaja (1983) följdes av romanen Pystyyn haudattu (1984), som vetter mot den magiska realismens språk. I raden av senare böcker märks romanerna Luotsin tarina (1994), Kotikoivuinen mies (1999) och Lipsauttajat (2002), där en drastisk humor fyller de expressiva berättelserna. Han har även producerat sig som dramatiker, bland annat i Granfeltin sahalla (1991). Hans samlade noveller har utgetts i volymen Vitteri ja Mallu (2003). Han är dessutom uppmärksammad kolumnist i tidningen Kaleva. 
Skiftesvik tilldelades Kalevi Jäntti-priset 1986, Pro Finlandia-medaljen 2005 och Runebergspriset 2015.